# 日本非破壊検査協会
一般社団法人日本非破壊検査協会（にほんひはかいけんさきょうかい、英: Japanese Society for Non-Destructive Inspection、略: JSNDI）は、非破壊検査および関連するプロセスの科学、技術、応用を促進するための一般社団法人である

。
「非破壊検査法に関する調査・研究を行い､技術水準の向上・普及を図り､もって学術文化の発展に寄与する」を目的としている。

## 歴史
- 1952年（昭和27年）「非破壊検査法研究会」として創立。
- 1955年（昭和30年）法人認可され「社団法人　日本非破壊検査協会」として発足。
- 2012年（平成24年）一般社団法人へ登記変更。